# Выхлоп (снайперская винтовка)
ВССК «Выхлоп» (рус. Винтовка Снайперская Специальная Крупнокалиберная;  Индекс ГРАУ — 6С8) или ВКС — российская бесшумная крупнокалиберная снайперская винтовка, выполненная по компоновке булл-пап. Разработана по специальному заказу Центра специального назначения ФСБ России вместе с крупнокалиберным автоматом АШ-12 (Аналогично комплексу из АС «Вал» и винтовки ВСС «Винторез»). Впервые оружие было представлено широкой публике на московской выставке «Интерполитех-2005».
Основным назначением ВССК является малошумное и беспламенное поражение легкобронированной и небронированной техники, а также живой силы в индивидуальных средствах защиты (в том числе и тяжёлых бронежилетах) на дальности до 600 метров.

## Описание и конструкция
Перезаряжание ВССК ручное, рукоятка перезаряжания, расположенная с правой стороны винтовки, перемещается поступательно, что более эргономично, чем управление традиционным «болтовым» затвором. На рукоятке, связанной с затворной рамой, расположен рычаг предварительного страгивания и предохранитель рукоятки, исключающий самопроизвольное открывание затвора. Запирание канала ствола производится поворотом затвора на четыре симметрично расположенных боевых упора ствола. Ударно-спусковой механизм куркового типа. Пять патронов размещаются в пластмассовом однорядном магазине, гильза отражается вправо.
Флажок управления предохранителем расположен слева. Винтовка имеет складывающуюся двуногую сошку, которая в сложенном виде целиком размещается в цевье. Конструкция сошки позволяет отрегулировать высоту линии огня при стрельбе. Регулируется также высота накладки приклада, положение затыльника. Основной прицел — оптический, для установки которого служит универсальная монтажная планка в верхней части ствольной коробки. Вспомогательный прицел — механический, диоптрического типа, складные мышка и целик.
Для стрельбы из снайперской винтовки применяются винтовочные патроны СЦ-130 калибра 12,7 мм. Подобные патроны обеспечивают кучность стрельбы порядка одной угловой минуты (СЦ-130ПТ), а также пробитие 16-мм стальной плиты на дальности 200 м или бронежилета 5 класса защищённости на дальности 100 метров (СЦ-130ВПС). Дульная энергия — 2,5 кДж.
Винтовка имеет интегрированный глушитель, снимаемый при транспортировке или чистке.